# Вайнай Садаюкі
Вайна́й Садаю́кі (яп. 【和井内貞行】, わいないさだゆき, 29 березня 1858 — 16 травня 1922) — японський науковець, дослідник. Займався вивченням озера Товада в префектурі Акіта. Народився в селі Кеманай у провінції Муцу (сучасна префектура Акіта, місто Кадзуно). Спостував старі уявлення японців про непридадтність озера для життя риб. У 1903–1905 роках спрогімся штучно виростити лососів виду Oncorhynchus nerka у Товаді. Присвятив себе розвитку рибальства та розведенню риби у озері.